# پلن بی تویز
شرکت پلن بی تویز (انگلیسی: Plan B Toys Ltd.) یک شرکت اسباب‌بازی مستقر در گروپورت، اوهایو است که در سال ۱۹۹۹ توسط جی بورمن، کریس بورمن و تونی سیمیونه، کارمندان سابق شرکت ری‌سارس، که آن را با هدف ایجاد آزادانه ایده‌ها و ویژگی‌های جدید بدون مرزهای شرکتی، آن را تأسیس کردند.
پلن بی تویز در چند سال گذشته به عنوان یک خانه توسعه فعالیت کرده است. در طی آن زمان، پلن بی محصولی را برای تولیدکنندگان مختلف اسباب بازی، از جمله ری‌سارس، پالیسدس تویز، ویز کیدز، دایموند کمیکس، پرنت بنک و کارتون بوک توسعه داده است. پلن بی برای مجوزهای موفق بسیاری از جمله موپتس، مبارز خیابانی، رزیدنت اویل، میج نایت، کراش باندیکوت، ندای وظیفه، سونیک خارپشت، جنگ ستارگان و بسیاری دیگر درگیر توسعه محصول بوده است. در سال ۲۰۰۶، پان بی برنامه‌ریزی کرد تا محصولات دارای مجوز اضافی را منتشر کند. محصولات برای فیلم‌های کریستال تاریک و هزارتوی جیم هنسون در حال توسعه هستند. آنها همچنین در حال توسعه چهره‌های جدید جنگ جهانی دوم هستند. چتربازان جدید و چهره‌های دیگر در قالب لوکس جدید در دسترس خواهند بود.

## حاشیه
در اکتبر ۲۰۰۴، یک فیگور اکشن پلن بی تویز که یک افسر لشکر توتن کوپف را به تصویر می‌کشید، دارای مجوز از بازی ویدیویی ندای وظیفه، مورد حمله قرار گرفت. یک مشتری کانادایی شکایت کرد که این شخصیت حزب نازی را تجلیل می‌کند و خواستار حذف این چهره از قفسه فروشگاه‌ها شد. یکی از نمایندگان پلن بی توضیح داد که این شخصیت به منظور بازتولید وفادارانه یک شخصیت تاریخی و یک شخصیت بازی ویدیویی بود و به هیچ وجه قصد حمایت از هیچ ایده یا ایدئولوژی سیاسی را نداشت. صرف نظر از این، شرکت موافقت کرد که ارقام را به یاد بیاورد.